# Pardubice
Pardubice là một thành phố thuộc vùng Pardubice của Cộng hòa Séc. Thành phố có tổng diện tích 78  km². Theo điều tra năm 2009 là 90.755 người.